# ロバート・L・ゴームレー
ロバート・リー・ゴームレー (Robert Lee Ghormley, 1883年10月15日 - 1958年6月21日) は、アメリカ合衆国の海軍軍人。最終階級は海軍中将。第二次世界大戦時の南太平洋地区司令官。

## 生い立ちと経歴
ゴームレーは1883年10月15日にオレゴン州ポートランドで生まれる。1906年6月に海軍士官学校を卒業し、続く5年間を巡洋艦で勤務した。1911年から13年まで太平洋艦隊総司令官の従卒を務め、1912年にはニカラグア戦役に参加した。少佐に昇進し、第一次世界大戦の大半は戦艦ネバダ (USS Nevada, BB-36) で副長を務めた。大戦後半にゴームレーは海軍海外輸送部の副部長に就任する。その後1920年から22年まで哨戒ヨットのナイアガラ (USS Niagara, PY-9) 、駆逐艦サンズ (USS Sands, DD-243) を指揮した。サンズ艦長として彼は地中海で活動した。
ゴームレーは1921年7月に中佐に昇進し、1923年から25年まで海軍次官補への従卒を務め、続く2年間は戦艦オクラホマ (USS Oklahoma, BB-37) の艦長を務めた。1927年にワシントンD.C.で海軍長官の海軍将官会議スタッフを務め、1930年代前半には戦艦部隊司令官および艦隊司令官の幕僚を務めた。海軍作戦部での勤務の後1935年にネバダ艦長に就任し、翌年艦隊司令部勤務に戻る。1938年には海軍大学校の上級課程を修了した。
少将に昇進したゴームレーは1940年8月まで作戦立案部長および作戦部次長を務め、その後海軍の特別オブザーバーとしてイギリスに渡る。中将に昇進すると、ゴームレーはガダルカナル、ツラギにおいて苦戦が続いた1942年6月から10月まで南太平洋地区司令官および南太平洋部隊司令官を務めたが、その悲観主義のため、太平洋方面最高司令官ニミッツ大将によって解任され、ハルゼー中将が後任となった。
ワシントンD.C.で数ヶ月間勤務した後、太平洋に戻ったゴームレーはハワイの第14海軍管区司令官に就任した。1944年12月にはドイツ派遣海軍部隊司令官となり、1945年12月まで同職を務めた。現役最後の一か月、彼は作戦部で海軍将官会議のメンバーを務め、1946年8月に退役した。
ゴームレー中将は1958年6月21日に死去し、アーリントン国立墓地に埋葬された。